# Nombre de puissance
Le nombre de puissance, ou nombre de Newton, est un nombre sans dimension utilisé en mécanique des fluides et en génie des procédés pour caractériser les conditions d'un mélange mécanique, pour un liquide. 
Il est défini à partir de la puissance de mélange et de la vitesse de rotation de l'agitateur :
{\displaystyle N_{\mathrm {p} }={\frac {P}{\rho \,n^{3}\,d^{5}}}}
où :
P est la puissance d'agitation (W donc kg m2 s−3),
ρ la masse volumique du liquide (kg m−3),
n la vitesse de révolution de l'agitateur (s−1), et
d le diamètre de l'agitateur (m).